# Corades auriga
Corades auriga är en fjärilsart som beskrevs av Herrich-Schäffer 1850-1858. Corades auriga ingår i släktet Corades och familjen praktfjärilar. Inga underarter finns listade i Catalogue of Life.